# Viggianello
Viggianello (en cors Vighjaneddu) és un municipi francès, situat a la regió de Còrsega, al departament de Còrsega del Sud. L'any 1999 tenia 417 habitants.

## Demografia
| 1962 | 1968 | 1975 | 1982 | 1990 | 1999 |
| ---- | ---- | ---- | ---- | ---- | ---- |
| 190  | 190  | 239  | 274  | 365  | 417  |

## Administració
| Període | Identitat           | Partit | Qualitat |
| ------- | ------------------- | ------ | -------- |
| 2001-   | Paul-François Perla | PCF    |          |